# 東華盛頓大學
東華盛頓大學 (Eastern Washington University) 是位於華盛頓州切尼的一所公立大學。該大學成立於 1882 年，有四個學院：藝術、人文與社會科學學院；健康科學與公共衛生學院；專業課程學院；和科學、技術、工程和數學學院。，2024年《美國新聞與世界報道》的美國西部區域性大學的排名中排名在第53位。